# Pillerton Priors
Pillerton Priors is een civil parish in het bestuurlijke gebied Stratford-on-Avon, in het Engelse graafschap Warwickshire. In 2001 telde het dorp 269 inwoners. Pillerton Priors komt in het Domesday Book (1086) voor als 'Pilardetune'.